# Kalju Kirde
Kalju Kirde, ursprünglich Kalju Frisch, (* 2. Dezember 1923 in Lelle, Raplamaa; † 29. Juni 2008 in Klein Lengden) war ein estnischer Physiker und Herausgeber.

## Leben
Kalju Kirde war der Sohn des estnischen Professors für Geophysik Karl August Frisch (Kaarel Kirde, 1892–1953) und hieß bis zur Estonisierung der deutschen Namen Mitte der 1930er Jahre Kalju Frisch. Er besuchte das Hugo-Treffner-Gymnasium in Tartu und erhielt während der deutschen Besetzung von Estland im Zweiten Weltkrieg wenige Monate nach seinem Abitur 1942 die Einberufung zur Luftwaffe, wo er als Funker diente. 1944 floh er vor dem Einmarsch der Roten Armee in Estland nach Göttingen und studierte an der Georg-August-Universität 1945 bis 1949 Physik. Weil seine Eltern, die ebenfalls in den Westen geflohen waren, 1950 ohne ihn in die USA zogen, übte er zunächst verschiedene Gelegenheitsjobs aus und konnte erst 1958 sein Diplom machen. Er war dann dreißig Jahre lang im Max-Planck-Institut in Göttingen tätig und wurde 1988 pensioniert.
Bereits in Estland hatte er seine Liebe zu unheimlichen und phantastischen Geschichten entdeckt, vor allem denen von H. P. Lovecraft, und damit begonnen, solche weird tales zu sammeln. 1966 veröffentlichte er in drei Nummern des Quarber Merkur den Aufsatz Bemerkungen über Weird Fiction (der 1999 ergänzt und überarbeitet in das von Hans Joachim Alpers herausgegebene Lexikon der Horrorliteratur aufgenommen wurde).
Er verfasste auch zahlreiche Nachworte zu Neuausgaben und trat 1969 bis 1975 als Herausgeber der renommierten Bibliothek des Hauses Usher im Insel Verlag in Erscheinung, wo er neben Lovecraft auch Algernon Blackwood und William Hope Hodgson herausbrachte und maßgeblich zum Erfolg dieser Autoren in Deutschland beitrug. Später beriet er auch Franz Rottensteiner, als dieser die Phantastische Bibliothek im Suhrkamp Verlag betreute.

## Veröffentlichungen (Auswahl)
- Das unsichtbare Auge. Eine Sammlung von Phantomen und anderen unheimlichen Erscheinungen, 1979
- In Laurins Blick. Das Buch deutscher Phantasten, 1982
- Das Grauen im Museum und andere Erzählungen, 1984
- Dino Buzzati: Die Maschine des Aldo Christofari und andere phantastische Erzählungen (Hrsg.), Suhrkamp Verlag, Frankfurt (Main) 1985, ISBN 3-518-37675-6
- Führer durch die klassische "weird fiction", herausgegeben von Signe Kirde und Robert N. Bloch, mit einem Vorwort von Franz Rottensteiner, 2008, ISBN 978-3-934273-88-7